# Bestuschew-Rind
Das Bestuschew-Rind (Russisch: Бестужевская) ist eine Zweinutzungs-Rinderrasse aus Russland.

## Zuchtgeschichte
Ende des 18. Jahrhunderts kreuzte der Rinderzüchter S. P. Bestuschew eine örtliche russische Landrasse mit Shorthorn-Rindern aus England.
Um die Milch- und Fleischqualität zu verbessern, wurden später Schwarzbunte Niederungsrinder, wieder Shorthorn-Rinder, Fleckvieh und einige andere Rassen eingekreuzt. Mitte des 19. Jahrhunderts hatte sich die Rasse gefestigt.

## Charakteristika
- gute Anpassung an das kontinentale Klima der Wolgagegend
- Farbe: rot in allen Schattierungen, selten weiße Flecken
- Rasse nicht homogen im Typ: Fleisch- und Milchtyp
- Kopf mittelgroß, leicht, scharfgeschnitten, langes Gesicht
- Hörner weiß und lang
- Hals mittellang, faltig
- Brust tief, gut entwickelte Wamme
- Rücken gerade, breite Lende
- Beine nicht lang, liegen weit auseinander
- Euter mittelgroß
- starkes Skelett
- gut entwickelte Muskulatur
- Gewicht: Kühe 480 – 560 kg, Stiere 790 – 950 kg, bis 1.000 kg
- sehr gute Fleischqualität
- Milchleistung 4.300 kg mit 4 % Fett

## Zucht heute
Es gibt 13 Zuchtlinien.
Die meisten Bestuschew-Rinder befinden sich in den russischen Verwaltungsbezirken Samara und Uljanowsk sowie den Republiken Tatarstan und Baschkortostan. 1980 zählte die Rasse 1.890.000 Tiere.